# Journal de Mathématiques Pures et Appliquées

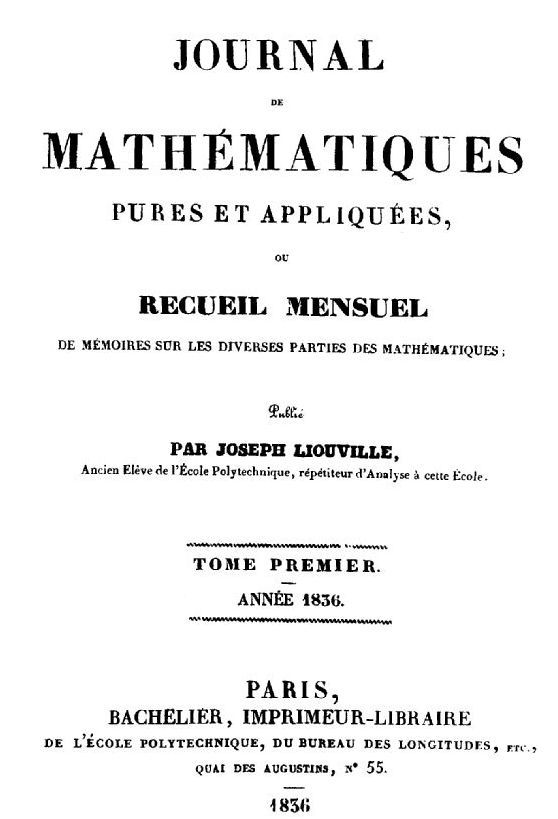
Titelseite 1836

Journal de Mathématiques Pures et Appliquées (J. Math. Pures Appl.) ist eine 1836 von Joseph Liouville gegründete französische Mathematikzeitschrift. Liouville war bis 1874 der Herausgeber, und die Zeitschrift wurde damals häufig Liouville's Journal genannt. Er nannte es in Anlehnung an die Annales de mathématiques pures et appliquées (Annales de Gergonne), die 1832 eingestellt wurde. Sie erscheint monatlich und wird seit 1997 von Elsevier verlegt, davor von Gauthier-Villars.
Die Zeitschrift ist die zweitälteste noch erscheinende mathematische Zeitschrift nach dem Journal für die reine und angewandte Mathematik. Sie wurde von führenden Mathematikern in Frankreich herausgegeben mit einem Schwerpunkt in der Analysis, zum Beispiel Jean Leray, Jacques-Louis Lions, Paul Malliavin und Pierre-Louis Lions, der zurzeit (2019) Herausgeber ist. Die Sprache war früher Französisch und Englisch und ist heute Englisch.